# Judith Beck
Judith S. Beck (nascida a 5 de Maio de 1954) é uma psicóloga americana conhecida por seu trabalho em terapia cognitiva. Seu pai é Aaron Beck, o fundador da terapia cognitiva, com quem ela trabalhou em seu desenvolvimento e aplicações clínicas. Judith Beck é responsável por três das principais funções do Instituto Beck: educação, atendimento clínico e pesquisa. Atualmente, divide seu tempo em administração, supervisão e ensino, trabalho clínico, desenvolvimento de programas, pesquisas e de escritora. Trabalha como consultora em diversas pesquisas do NIMH (National Institute of Mental Health) e apresenta workshops, nacionais e internacionais, da aplicação da terapia cognitiva nos mais variados transtornos psiquiátricos.

## Biografia
Fez Faculdade de Pedagogia na Universidade da Pensilvânia e se especializou como professora de crianças com dificuldades de aprendizado. Começou doutorado na área de educação, mas, no meio do caminho, passou a se interessar e a estudar também psicologia. Demorou muitos anos para se dedicar a psicoterapia cognitiva seguindo os passos de seu pai. Atualmente passa a maior parte de seu tempo ensinando Terapia Cognitiva.

## Principais livros publicados
- Cognitive Therapy: Basics and Beyond traduzido em mais de 20 línguas e é o livro texto básico em terapia cognitiva comportamental.[2] textbook,[3]
- Cognitive Therapy for Challenging Problems: What to Do When the Basics Don’t Work,
- The Oxford Textbook of Psychotherapy,
- Cognitive Therapy of Personality Disorders,
- The Beck Diet Solution[4]
- The Beck Diet Solution Weight Loss Workbook,
- Beck Youth Scales for Social and Emotional Impairment

## Outros trabalhos
Judith Beck é a diretora da organização não governamental Beck Institute for Cognitive Therapy and Research e  na Também é professora adjunta de psicologia em psiquiatria naUniversidade da Pensilvânia. Ela também é consultora em pesquisas subsidiadas pelo National Institute of Mental Health e membro fundadora e presidente da Academy of Cognitive Therapy.

## Publicações notórias
- Beck, J. S. (1995). Cognitive therapy: Basics and beyond. New York: Guilford.
- Beck, J. S. (2005). Cognitive therapy for challenging problems: What to do when the basics don’t work. New York: Guilford.
- Gabbard, G., Beck, J. S., & Holmes, J. (Eds.) (2005). Oxford textbook of psychotherapy. London: Oxford University Press.
- Beck, A., Freeman, A., Davis, D., A., Pretzer, J., Fleming, B., Ottaviani, R., Beck, J. S., Simon, K., Padesky, C., Meyer, J., & Trexler, L., & Associates. (2004). Cognitive therapy of personality disorders, 2nd ed. New York: Guilford.
- Beck, J. S. (2007). The Beck diet solution. Birmingham, AL: Oxmoor House Publications.
- Beck, J. S. (2007). Beck diet solution weight loss workbook: The 6-week plan to train your brain to think like a thin person. Birmingham, AL: Oxmoor House Publications.
- Beck, J. S., & Beck, A. T. (2001). Beck youth inventories of emotional and social impairment. Texas: The Psychological Corporation.